# Arkadi Wassiljewitsch Schischkin
Arkadi Wassiljewitsch Schischkin (* 1899 in Kukarka, Wiatka; † 1985) war ein sowjetischer Fotograf.
Schischkin lernte seinen Beruf in Kasan und ließ sich dann in Petrograd nieder. Nach der Februarrevolution 1917 eröffnete er ein Atelier in Jekaterinburg. Während des Bürgerkriegs kämpfte er als Freiwilliger in der Roten Armee. 1922 kehrte er nach Kukarka zurück, wo er als Journalist arbeitete.
Schischkin war Dorffotograf. Er hielt das Bauernleben von Wiatka fest, vor allem für die Moskauer Bauernzeitung Krestianskaja Gaseta.